# 姚家沟镇
姚家沟镇，是中华人民共和国陕西省宝鸡市凤翔区下辖的一个乡镇级行政单位。

## 行政区划
姚家沟镇下辖以下地区：
红化社区、姚家沟村、亢家河村、洛峪村和青渠村。